# Вошингтонвил (Њујорк)
Вошингтонвил (енгл. Washingtonville) град је у америчкој савезној држави Њујорк.

## Демографија
По попису из 2010. године број становника је 5.899, што је 48 (0,8%) становника више него 2000. године.
| Група             | 2000.         | 2010.         |
| Белци             | 4.727 (80,8%) | 4.132 (70,0%) |
| Афроамериканци    | 326 (5,6%)    | 485 (8,2%)    |
| Азијати           | 83 (1,4%)     | 148 (2,5%)    |
| Хиспаноамериканци | 660 (11,3%)   | 1.078 (18,3%) |
| Укупно            | 5.851         | 5.899         |